# Chen Sho Fa
Chen Sho Fa, conosciuto anche con la traslitterazione Chen Xiaofa (陈孝发T, Chén XiàofāP; 1928 – Singapore, 5 settembre 2015), è stato un cestista singaporiano.

## Carriera
Con Singapore ha disputato i Giochi olimpici di Melbourne 1956.